# Suikoden (videogioco)
Suikoden (幻想水滸伝?, Gensō Suikoden) è un videogioco di ruolo alla giapponese sviluppato e pubblicato da Konami. È il primo capitolo della saga di Suikoden. È stato distribuito per la prima volta in Giappone il 15 dicembre 1995 per poi uscire nel Nord America nel dicembre 1996 e in Europa nell'aprile 1997. Il gioco è stato pubblicato anche per la console Sega Saturn il 17 settembre 1998 esclusivamente in Giappone, e per Microsoft Windows nel 1998 in Giappone, Corea del Sud e Cina.
Il gioco è incentrato sulle lotte politiche all'interno dell'Impero della Luna Scarlatta, uno stato fittizio. Il giocatore controlla il figlio di un generale dell'Impero della Luna Scarlatta, che è destinato a cercare 108 guerrieri (chiamati "108 Stelle del Destino") per organizzare la ribellione contro lo stato sovrano corrotto e portare la pace in una terra devastata da una precedente guerra. Il gioco è vagamente basato sul romanzo cinese I briganti e presenta una vasta gamma di personaggi controllabili e non, con oltre novanta personaggi utilizzabili in combattimento e molti altri in grado di aiutare o ostacolare l'eroe in vari modi.

## Trama
L'Eroe (che assume il nome che preferisce il giocatore, anche se è noto come "Tir" nel materiale ufficiale) è il figlio di un Grande Generale dell'Impero della Luna Scarlatta, Teo McDohl. Teo viene chiamato a combattere una battaglia nelle terre del nord, lasciando suo figlio solo sotto la tutela di diversi amici di famiglia: l'amico di lunga data Ted e i servi Cleo, Pahn e Gremio. Insieme, essi accompagnano l'eroe per iniziare la sua carriera nell'esercito imperiale. Presto l'eroe si rende conto attraverso le sue missioni e avendo a che fare con i suoi leader che la corruzione all'interno del livello più alto dell'Impero ha portato il Paese a uno stato in cui la popolazione è ridotta in schiavitù e infelice.
Tramite Ted, che è stato ferito da uno dei migliori servitori del re, entra in possesso della Runa della Vita e della Morte (conosciuta anche come Divoratrice di Anime), una delle 27 Vere Rune che governano vari aspetti del mondo. Poiché la Runa è ostinatamente cercata da funzionari corrotti all'interno dell'Impero e dai loro manipolatori, l'eroe e i suoi compagni sono costretti a fuggire dalla capitale Gregminster con l'aiuto di Viktor, un personaggio sospetto e dalle intenzioni sconosciute. Incapace di muoversi agilmente, Ted rimane indietro per guadagnare tempo e rallentare il nemico. Pahn, incerto su chi riporre la sua lealtà, decide di schierarsi con l'Impero.
Dopo essere fuggito, Viktor rivela di essere parte della ribellione in corso determinata ad affrontare l'Impero corrotto. Prendendo in simpatia l'eroe, lo arruola nell'organizzazione con l'approvazione del loro leader, Odessa Silverberg e la riluttanza degli altri membri, in particolare il guerriero Flik. Nel suo breve tempo lì, l'eroe è convinto della necessità di lottare contro l'Impero ma il nascondiglio viene attaccato e saccheggiato dalle forze imperiali, che uccidono Odessa che ha cercato di proteggere un bambino innocente. Riuscendo a reclutare il fratello di Odessa, l'ex stratega imperiale Mathiu Silverberg, l'eroe diventa il nuovo leader dell'Esercito di Liberazione. Dopo essersi assicurato un castello abbandonato come quartier generale (anche questo può ricevere un nome a piacere da parte del giocatore), l'esercito inizia come una piccola forza che collabora per unire le fazioni ribelli nell'Impero, e alla fine diventa abbastanza grande e potente da abbattere l'Impero stesso e le oscure forze al suo interno.

## Personaggi
Suikoden vanta oltre 108 personaggi alleati e numerosi nemici e personaggi neutrali. Molti dei personaggi di questo gioco compaiono anche nei giochi successivi del franchise di Suikoden.

## Modalità di gioco
Suikoden si delinea come un tradizionale videogioco di ruolo, con il giocatore che muove i personaggi attraverso il mondo, avanza nella trama completando svariati compiti e parlando con altri personaggi. Il suo gameplay è stato paragonato a Beyond the Beyond e più raramente a Final Fantasy VII.
L'eroe può reclutare fino a 107 nuovi personaggi per la sua causa, anche se non tutti sono personaggi giocabili. Il sistema di battaglia in Suikoden prevede sei combattenti alla volta, con ogni personaggio che è controllabile individualmente. È comunque presente un'opzione che consente ai personaggi di combattere automaticamente. Alcuni personaggi possono essere reclutati solo se il gruppo ha raggiunto un certo livello di esperienza o se ha trovato un determinato oggetto.
Il combattimento si innesca attraverso incontri casuali ed è a turni. Sia i membri del gruppo controllati dal giocatore, che i guerrieri nemici controllati dal computer selezionano le loro azioni prima dell'inizio del turno. I personaggi svolgono le loro azioni sulla base della loro velocità.
Una varietà di statistiche determina l'abilità di combattimento nel gioco, inclusa la portata ottimale delle armi. La portata delle armi richiede al giocatore di pensare al posizionamento del personaggio nella formazione di battaglia standard. Quando devono attaccare, i personaggi si dividono in tre diverse categorie: Corto, Medio e Lungo. I personaggi a corto raggio sono in genere spadaccini che devono essere piazzati in prima fila nella formazione a sei squadre, quelli a medio raggio possono combattere sia dalla prima che dall'ultima fila, mentre quelli a lungo raggio possono attaccare in entrambi i modi ma traggono maggiori benefici se lo fanno nell'ultima fila, solitamente per via del loro basso ammontare di punti ferita, dalla scarsa difesa o per entrambe le cose. Questi ultimi beneficiano anche della possibilità di attaccare la prima o l'ultima fila del nemico in combattimento. Se tutti e sei i personaggi perdono tutti i loro punti ferita e vengono quindi sconfitti, il gioco finisce e il giocatore deve ricominciare da un punto di salvataggio. Esistono però alcune eccezioni, difatti nel corso della storia la vittoria di alcuni scontri è meramente facoltativa; in tal caso se il giocatore viene sconfitto la trama proseguirà ma in modo leggermente diverso.
Esistono altri due tipi di sistemi di battaglia: battaglie a duello e battaglie di guerra. Sia le battaglie di duello che le battaglie di guerra strategiche hanno dinamiche analoghe a Sasso, Carta, Forbici. Nei duelli uno contro uno, ci sono tre comandi: attacco, difesa e speciale. "Attacca" batte "difesa", "difesa" batte "speciale" e "attacca" batte "speciale". Al giocatore vengono forniti suggerimenti sulla migliore linea d'azione poiché l'avversario in duello spesso darà un indizio sulle proprie intenzioni. Nelle battaglie strategiche di guerra, i quattro gruppi principali con cui ci sfida sono attacchi di carica, attacchi con arco, attacchi magici e altri. Gli attacchi di carica battono gli attacchi con l'arco, gli attacchi con l'arco battono gli attacchi magici e gli attacchi magici battono gli attacchi di carica. Il comando "altro" agisce come un comando speciale gratuito che consente al giocatore varie azioni, come ad esempio scoprire quale sarà il prossimo attacco del suo avversario.
Le armi sono uniche per ogni personaggio e bisognerò farle affilare nelle città in cui lavorano dei fabbri. Non sono presenti negozi di armi e l'acquisto di equipaggiamento è limitato ad armature e oggetti. Dato che il giocatore dovrà far affilare sei armi alla volta, questo processo si rivela più costoso rispetti ad altri giochi di ruolo. Altri eventi comuni all'interno delle città sono la raccolta di informazioni e il reclutamento di altri personaggi nelle proprie schiere. Le aree come la mappa del mondo o i dungeon generalmente presentano incontri casuali con mostri che non aumentano di difficoltà man mano che il gruppo del giocatore avanza di livello e la quantità di esperienza guadagnata dai personaggi si basa sul loro livello (un personaggio di basso livello riceverà più esperienza rispetto a un personaggio di alto livello, anche nella stessa battaglia).
Le rune sono la fonte di tutta la magia nel mondo di Suikoden. I personaggi hanno un massimo numero di utilizzi degli incantesimi per ogni "livello dell'incantesimo"; questo è governato generalmente dal parametro "magia" del personaggio. Ad esempio, un personaggio con quattro slot incantesimo di livello 1 e una runa dell'acqua potrebbe lanciare "Kindness Drops" (l'incantesimo della runa dell'acqua di livello 1 per quattro volte. Altre rune offrono diversi vantaggi come consentire a un personaggio di infliggere il doppio del danno al costo di una riduzione del 50% della difesa. La maggior parte delle rune può essere utilizzata solo in una capacità limitata.

## Sviluppo
Suikoden ha richiesto circa due anni per il suo sviluppo.

## Pubblicazione
La versione per Saturn è stata pubblicata quasi tre anni dopo l'originale per PlayStation. È una versione migliorata che presenta nuove ambientazioni, nuovi nemici, colori migliorati e un nuovo video d'apertura in full motion video.
Nel 2006 è stata pubblicata in Giappone una raccolta contenente Suikoden e il suo seguito Suikoden II per PlayStation Portable. Nel 2022 Konami ha annunciato una remaster in alta definizione dei due titoli per PlayStation 4, Xbox One, Nintendo Switch e Microsoft Windows, originariamente prevista per il 2023 ma in seguito rinviata a data da definire.

## Colonna sonora
La colonna sonora è stata pubblicata da King Records in Giappone il 5 aprile 1996. È stata composta e arrangiata da Miki Higashino, Tappi Iwase (Tappy), Taniguchi Hirofumi, Mayuko Kageshita e Hiroshi Tamawari. Presenta 2 dischi per un totale di 48 tracce.

## Accoglienza
| Testata                            | Giudizio |         |
| ---------------------------------- | -------- | ------- |
| GameRankings (media al 09-12-2019) | PS1      | 82.32%  |
| NinRetro (media al 23-04-2022)     | PS1      | 87%     |
| AllGame                            | PS1      | [ 15 ]  |
| CVG                                | PS1      | [ 16 ]  |
| EGM                                | PS1      | 8.75/10 |
| Famitsū                            | PS1      | 26/40   |
| Famitsū                            | SS       | 25/40   |
| Game Informer                      | PS1      | 7.75/10 |
| GameFan (JPN)                      | PS1      | 277/300 |
| GameFan (USA)                      | PS1      | 281/300 |
| GameRevolution                     | PS1      | A−      |
| GameSpot                           | PS1      | 6.5/10  |
| IGN                                | PS1      | 9/10    |
| Next Generation                    | PS1      | [ 4 ]   |
| OPM (UK)                           | PS1      | 9/10    |
| RPGamer                            | PS1      | 7/10    |
| RPGFan                             | PS1      | 90%     |
| Mega Fun                           | PS1      | 90%     |

Al momento della sua uscita, Suikoden ha ricevuto recensioni per lo più positive. Ha ottenuto un punteggio medio dell'82% su GameRankings sulla base di 14 recensioni. Art Angel di GamePro l'ha definita "un'esperienza di gioco di ruolo superlativa. Ciò che distingue Suikoden dagli altri giochi di ruolo sono una trama fantastica, sonoro sensazionale e un'interfaccia intuitiva". Ha spiegato che le molte sottotrame "contribuiscono ordinatamente a accompagnare all'epilogo finale", la colonna sonora cattura la sensazione dietro ogni situazione e ambientazione e gli inventari chiaramente disposti eliminano ogni sforzo inutile nel gioco. Ha identificato la grafica come il suo unico punto critico, citando la "pixelizzazione" quando il gioco ingrandisce e l'assenza di video in full motion. Un recensore di Next Generation lo ha definito "uno dei giochi di ruolo più avvincenti mai visti". Questi ha particolarmente elogiato l'aspetto le meccaniche combattimento, gli elementi strategici delle battaglie di guerra e la mancanza di una meccanica di resurrezione. Ha descritto la storia come quella di un "RPG di riserva", ma ha detto che era sufficiente per mantenere motivato il giocatore. I quattro recensori di Electronic Gaming Monthly si mostrarono entusiasti per la lunga trama, l'enorme formazione dei personaggi giocabili, i diversi sistemi di combattimento e per la colonna sonora. Inoltre, lo hanno descritto come il più ambizioso gioco di ruolo per PlayStation dell'epoca, pur notando che sarebbe stato presto eclissato da Final Fantasy VII. Jeff Chen di IGN ha affermato che il gioco era "uno dei migliori giochi di ruolo mai realizzati", sostenendo che sebbene la sua storia fosse semplice, gli sfondi e la musica erano belle e fantastiche e non diventava mai noioso. Jeff Gerstmann di GameSpot ha dichiarato che, sebbene non innovativo, è stato un buon gioco, anche se breve e facile. Considerava il gioco come un "riscaldamento" per i prossimi giochi di ruolo come Wild Arms o Final Fantasy VII. GameRevolution ha dato al gioco una A−, citando in particolare la sua sorprendente colonna sonora.
Electronic Gaming Monthly ha nominato Suikoden come il secondo miglior gioco di ruolo dell'anno 1996. Sebbene il premio sia andato a Blood Omen: Legacy of Kain, i redattori hanno fatto notare che vi era stata una sfida serrata tra i due giochi.
In una recensione in retrospettiva, RPGamer ha affermato che il gioco era originale dato che era uno dei primi a fare a meno del classico canone narrativo del "misterioso sconosciuto che salva il mondo" e ha anche sottolineato che si trattava di un gioco relativamente semplice, adatto sia per i neofiti che per i fan irriducibili del genere, e ha assegnato come voto 7. Peter Tieryas di Kotaku ha descritto la narrazione come "una storia travolgente su giustizia, corruzione e umanità in un modo in cui pochi giochi hanno". Game Informer lo ha classificato come l'82° miglior gioco mai realizzato nel suo centesimo numero nel 2001. Fu ritenuto che la sua originalità compensava una grafica inferiore alla media e un gameplay standard.

### Eredità
Suikoden ha dato inizio al franchise di Suikoden, che include videogiochi, light novel e manga. Nel 1998 uscì il suo primo sequel, Suikoden II.
Il game designer Warren Spector ha elencato Suikoden come il suo sesto videogioco preferito di tutti i tempi. Lo ha accreditato come fonte di ispirazione per il suo lavoro, in particolare per la serie Deus Ex e Epic Mickey. Ha affermato che le scelte limitate in Suikoden lo hanno ispirato ad espandere l'idea con scelte più significative durante lo sviluppo di Deus Ex.